# Uzanțe comerciale

## Noțiune
Uzanțele comerciale internaționale constituie un izvor al dreptului comerțului internațional. Uzanțele comerciale sunt practici sau reguli care se aplică în relațiile contractuale dintre participanții la activitatea de comerț internațional. 
Uzanțele comerciale necesită un element obiectiv determinat de o anumită practică, atitudine sau comportare. Acestea sunt caracterizate prin: continuitate, constanță și uniformitate și se impun prin durată, repetabilitate și stabilitate. În funcție de numărul partenerilor care le aplică, uzanțele se deosebesc de obișnuințele stabilite între anumite părți contractante.
Alte definiții ale uzanțelor: Obicei comercial confirmat de o instituție competentă (spre exemplu, camera de comerț) și declarat de către aceasta drept obligatoriu sau recomandat. Conceptul de uzanțe cuprinde întreaga gama de acte sau fapte care se exprimă pe teren contractual (sub formă de stipulații contractuale) cu ocazia negocierilor în vederea încheierii unui contract sau chiar independent de orice activitate contractuală și uneori chiar împotriva unor stipulații contractuale, ori împotriva unor dispoziții legale. Mai sunt întâlnite și alte definiții cum ar fi:
Reguli de comportament comercial rezultat din instituționalizarea practicilor de afaceri.

## Clasificare
În funcție de întinderea lor în spațiu uzanțele pot fi:
- interne care se folosesc pe teritoriul unui anumit stat
- internaționale care se utilizează în comerțul internațional

În funcție de sfera de aplicare avem uzanțe:
- locale - care se aplică într-o localitate, port sau o anumită regiune

- speciale - care se aplică în funcție de ramura de activitate comercială, obiectul contractului sau profesiune părților. De exemplu, uzanțele în comerțului cu citrice, bumbac sau uzanțele agenților la bursă

- generale - care au în vedere ansamblul de relații comerciale internaționale. De exemplu, uzanțele privind calitatea mărfii.

În funcție de forța juridică avem:
- uzanțe normative - care au valoarea unor norme juridice. Mai sunt denumite și uzanțe de drept sau legale.
- uzanțe convenționale - care au valoarea unor norme contractuale. (uzanțe de fapt sau interpretative)